# Almón (oceánida)
Almón o Almo es un oceánida en la mitología romana, dios epónimo del pequeño río Almo en las cercanías de Roma. Los augures de Roma le rezaron, al igual que a Tiberino y otros oceánidas. En las aguas del Almo se lavaba la piedra anicónica que encarnaba a la madre de los dioses, Cibeles. Tenía una hija náyade llamada Larunda.